# Sojoez MS-06
Sojoez MS-06 (Russisch: Союз МС-06) is een Russische ruimtevlucht naar het Internationaal ruimtestation ISS. Het is de 135ste vlucht van een Sojoez-capsule en de zesde van het nieuwe Sojoez MS-type. De lancering en koppeling vonden plaats op 13 september 2017. Deze vlucht bracht drie bemanningsleden naar het Internationaal ruimtestation ISS voor ISS-Expeditie 53.

## Bemanning
| Positie           | Ruimtevaarder                            |
| ----------------- | ---------------------------------------- |
| Commandant        | Aleksandr Misoerkin, RSA 2e ruimtevlucht |
| Flight Engineer 1 | Mark Vande Hei, NASA 1e ruimtevlucht     |
| Flight Engineer 2 | Joseph Acaba, NASA 3e ruimtevlucht       |

### Reservebemanning
| Positie           | Ruimtevaarder            |
| ----------------- | ------------------------ |
| Commandant        | Aleksandr Skvortsov, RSA |
| Flight Engineer 1 | Scott Tingle, NASA       |
| Flight Engineer 2 | Shannon Walker, NASA     |